# فواره تایلر دیویدسن
تایلر دیویدسن فانتن (به انگلیسی: Tyler Davidson Fountain) یک مجسمه و فواره‌ایی در که در شهر سینسیناتی ایالت اوهایو واقع شده است. از این فواره به عنوان نماد شهر و یکی از پربازدیدترین مکانها یاد می‌شود. این فواره با ۱۳ متر ارتفاع از جنس برنز ساخته شده و بر یک پایه گرانیتی قرار دارد.